# Краснодарська філармонія
Краснодарська філармонія ім. Григорія Пономаренка — державна концертна установа культури Краснодарського краю. Утворена 10 травня 1939 року. З 1997 року носить ім'я композитора Г. Ф. Пономаренко.
Будівля філармонії зведена 1909 року як «Зимовий театр», першою з його сцени прозвучала опера «Аїда» Дж. Верді. 1918 року будівлю використовували більшовики для проведення II з'їзду Рад Кубанської області, а потім Надзвичайного з'їзду Рад Кубані й Чорномор'я. В радянські роки театр був перейменований у «Драматичний», а 1939 року реорганізований у філармонію. Розташована у центрі міста точно на 45-ій паралелі.